# 9778 Isabelallende
A 9778 Isabelallende (ideiglenes jelöléssel 1994 PA19) a Naprendszer kisbolygóövében található aszteroida. Eric Walter Elst fedezte fel 1994. augusztus 12-én.